# Manta, Manta
Manta, Manta è un film tedesco del 1991 diretto da Wolfgang Büld.